# Tọa độ trên Mặt Trăng

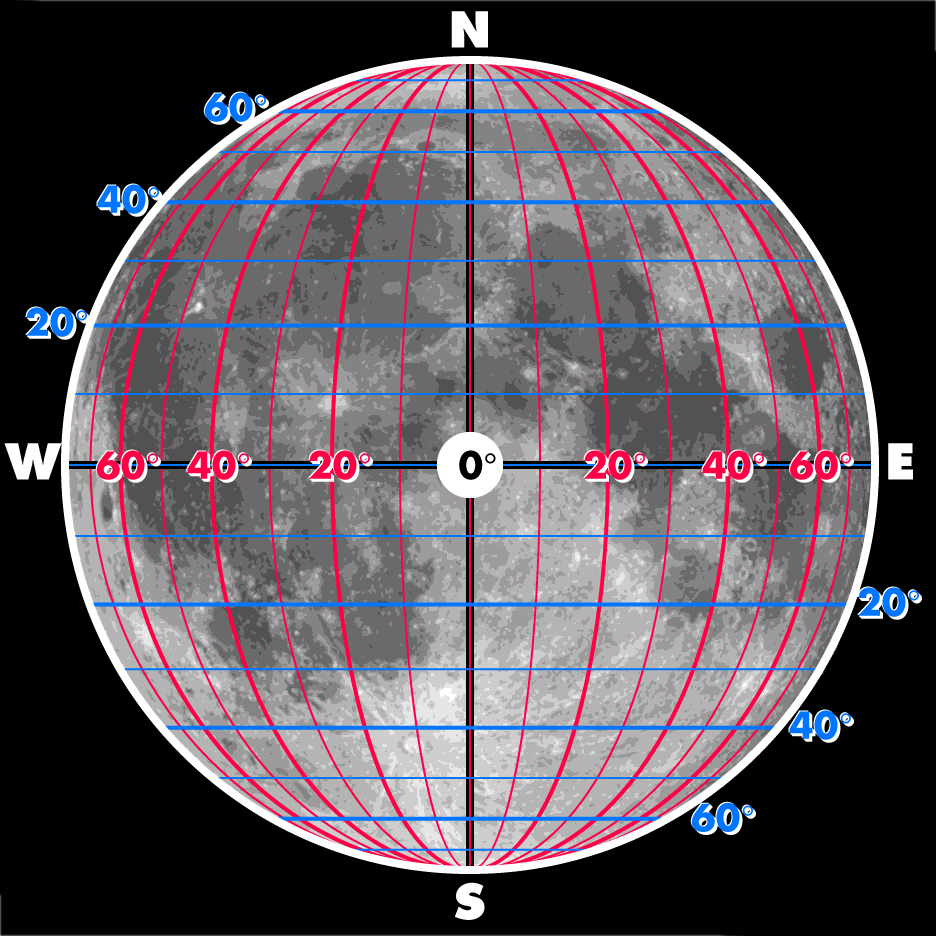

Tọa độ trên Mặt Trăng được dùng để chỉ vị trí trên bề mặt Mặt Trăng của Trái Đất. Bất kỳ vị trí nào trên bề mặt Mặt Trăng được thể hiện bằng hai thông số, giống như vĩ độ và kinh độ của Trái Đất. Kinh độ cho biết vị trí phía đông và phía tây của Mặt Trăng theo kinh tuyến gốc, là một đường thẳng xuyên qua cực bắc Mặt Trăng và cực nam Mặt Trăng.  (xem thêm kinh tuyến gốc của Trái Đất.)  Đây được xem là tầm nhìn thấy Mặt Trăng từ Trái Đất. Vĩ độ cho biết vị trí phía bắc và phía nam theo xích đạo của Mặt Trăng. Hai tọa độ được đo bằng độ.
Các nhà thiên văn học xác định các địa điểm trọng yếu trên hệ tọa độ Mặt Trăng bằng cách xác định hố vệ tinh 'Mösting A'. Tọa độ của hố này được xác định bằng:
| Vĩ độ:   | 3° 12' 43.2" Nam |
| Kinh độ: | 5° 12' 39.6" Tây |
Hệ tọa độ của Mặt Trăng được xác định chính xác hơn bằng thí nghiệm đo khoảng cách đến Mặt Trăng bằng tia laser.
Vật gì đi qua 90°Đ hoặc 90°T sẽ không được nhìn thấy từ Trái Đất, ngoại trừ sự hiệu chỉnh của Mặt Trăng, sẽ làm 59% độ nhìn thấy Mặt Trăng.

## Kinh độ hoàn hảo trên Mặt Trăng
Kinh độ hoàn hảo trên Mặt Trăng là kinh độ vào lúc sáng của đường rạng đông, được đo bằng độ và về phía tây của kinh tuyến gốc. Đường rạng đông vào lúc sáng sẽ hình thành một nửa vòng tròn qua Mặt Trăng khi Mặt Trời mới bắt đầu mọc. Khi Mặt Trăng tiếp tục đi theo quỹ đạo của nó, đường này sẽ thay đổi trong kinh độ. Giá trị của kinh độ hoàn hảo tăng từ 0° đến 359° theo hướng di chuyển của đường rạng đông.
Bình minh diễn ra tại kinh tuyến gốc khi pha Mặt Trăng tiến tới Bán nguyệt đầu tháng, sau một phần tư của ngày âm lịch. Tại vị trí này kinh độ hoàn hảo lúc bình mình được xác định là 0°. Do đó, khi đến thời điểm Trăng tròn, kinh độ hoàn hảo tăng đến 90°; vào Bán nguyệt cuối tháng là 180°; vào lúc Mặt Trăng mới, kinh độ hoàn hảo đạt 270°.  Chú ý rằng vào thời điểm Mặt Trăng mới, Mặt Trăng sẽ không thể nhìn thấy từ Trái Đất ngoại trừ vào thời điểm nhật thực.
Góc tới nhỏ của tia tới khiến bóng chiếu dày, do đó khu vực gần đường rạng đông là tầm nhìn ưa thích của các nhiếp ảnh gia chụp ảnh qua kính thiên văn. Các nhà quan sát sẽ phải biết vị trí của đường rạng đông để chụp được cảnh này. Kinh độ hoàn hảo sẽ có ích cho mục đích này.
Kinh độ hoàn hảo vào lúc đường rạng tối sẽ bằng kinh độ hoàn hảo cộng với 180°.

## Kinh độ
Kinh độ trên Mặt Trăng xác định vị trí đông và tây theo kinh tuyến gốc. Khi không có hướng nào được xác định, phía đông là dương và phía tây là âm.
Nói đại khái, kinh tuyến gốc của Mặt Trăng nằm ở gần trung tâm đĩa Mặt Trăng được nhìn thấy từ Trái Đất. Theo dữ kiện chính xác hơn, nhiều hệ tọa độ đã xác định toàn bộ Mặt Trăng, nhưng sự khác nhau không nhiều. Hiệp hội Thiên văn Quốc tế yêu cầu hệ tọa độ "mean Earth/polar axis" (hệ tọa độ cực), khi mà kinh tuyến gốc là hướng gốc (từ trung tâm của Mặt Trăng) của trung tâm Trái Đất.